# Ilisha
Genre
Ilisha est un genre de poissons de la famille des Pristigasteridae qui se rencontrent dans tous les milieux depuis l'eau douce jusqu'à l'eau de mer.

## Liste des espèces
Selon World Register of Marine Species (19 janvier 2025) :
- Ilisha africana (Bloch, 1795)
- Ilisha amazonica (Miranda Ribeiro, 1920)
- Ilisha compressa Randall, 1994
- Ilisha elongata (Anonymous [Bennett], 1830)
- Ilisha filigera (Valenciennes, 1847)
- Ilisha fuerthii (Steindachner, 1875)
- Ilisha kampeni (Weber & de Beaufort, 1913)
- Ilisha lunula Kailola, 1986
- Ilisha macrogaster Bleeker, 1866
- Ilisha megaloptera (Swainson, 1839)
- Ilisha melastoma (Bloch & Schneider, 1801)
- Ilisha novacula (Valenciennes, 1847)
- Ilisha obfuscata Wongratana, 1983
- Ilisha pristigastroides (Bleeker, 1852)
- Ilisha sirishae Seshagiri Rao, 1975
- Ilisha striatula Wongratana, 1983

## Systématique
Le nom valide complet (avec auteur) de ce taxon est Ilisha Richardson, 1846,.
Ilisha a pour synonymes :
- Platygaster Swainson, 1838
- Pseudochirocentrodon Miranda Ribeiro, 1920

### Étymologie
Le nom générique, Ilisha, est la latinisation de ilish, le mot bengali employé comme nom vernaculaire d'une autre espèce de Clupeiformes, Tenualosa ilisha.

### Publication originale
- (en) John Richardson, « Report on the ichthyology of the seas of China and Japan », Report of the British Association for the Advancement of Science, Londres, vol. 1845,‎ 1846, p. 187-320 (ISSN 0262-690X, DOI 10.5962/BHL.TITLE.59530, lire en ligne).